# Mollnhof

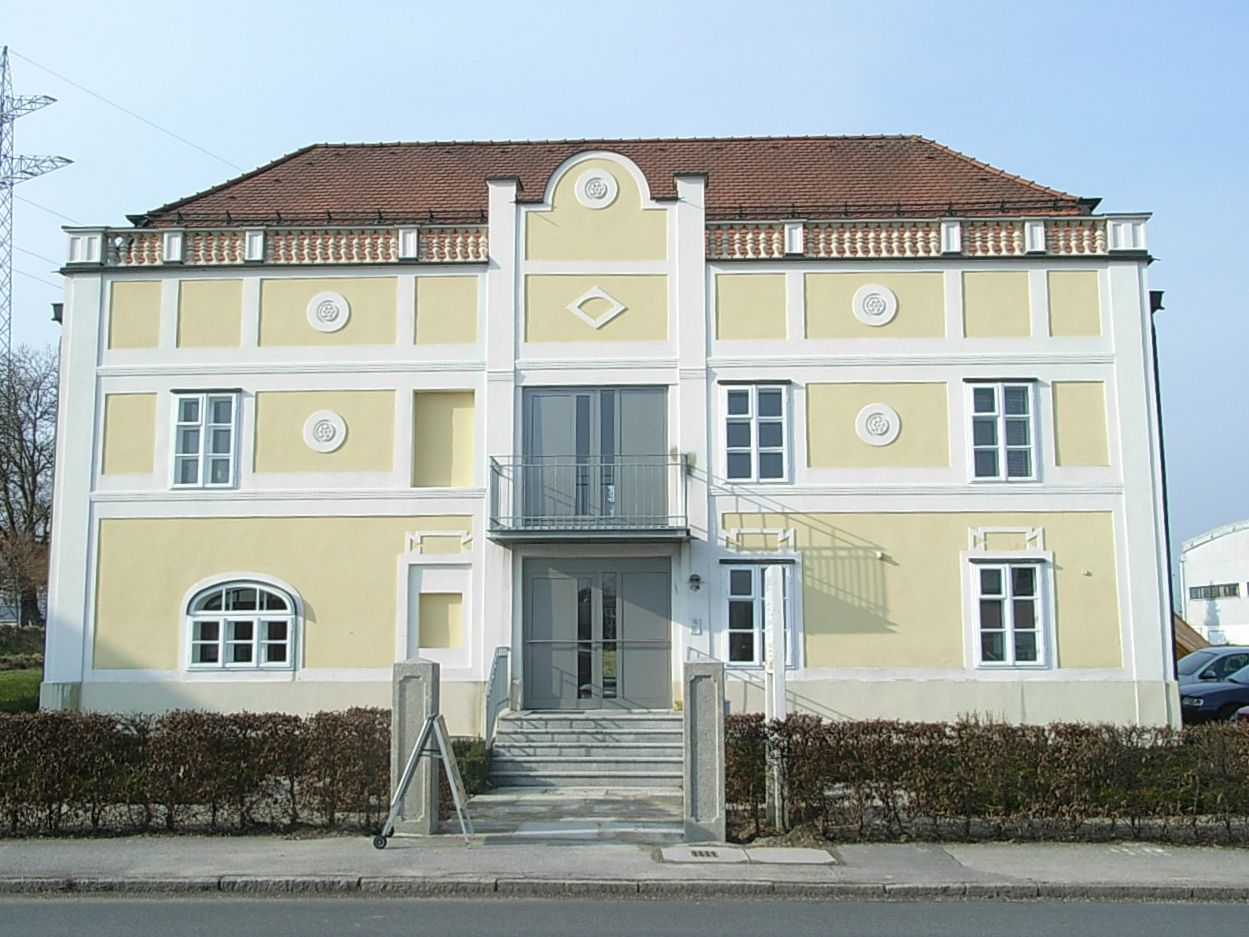
Der Mollnhof in Passau

Der Mollnhof (auch Molnhof) ist ein ehemaliger Landedelsitz in Passau.

## Geschichte
Der ursprüngliche, um 1560 errichtete Mollnhof war das Landhaus des fürstbischöflichen Pflegers Wolfgang Friedrich Moll. Es lag damals im zum Hochstift Passau gehörigem Waldgütleramt.
Sein Baumeister war vermutlich der italienische Architekt Bernardino.
Dort schlug 1704 bei der Belagerung Passaus während des Spanischen Erbfolgekriegs Kurfürst Max Emanuel von Bayern sein Hauptquartier auf. Hieran erinnert heute die Max-Emanuel-Straße westlich des Mollnhofs im gleichnamigen Gewerbegebiet.
Wie aus der Uraufnahme von 1827 ersichtlich ist, lag diese – dort als Molnbauer eingetragene – Hofstelle jedoch östlich und nicht wie heute westlich der Vornholzstraße.
Der ursprüngliche Gutshof wurde 1831 ein Raub der Flammen. Die hohe ausgezahlte Brandversicherungssumme von 5000 fl. lässt auf eine vollständige Zerstörung der Gebäude schließen.
Direkt nach dem Brand bis spätestens 1835 wurde auf der gegenüberliegenden Straßenseite der Gebäudebestand wiedererrichtet.
Im Jahr 1953 wurden die Gebäude durch die Stadt Passau erworben, die dort ein Tierasyl einrichten wollte, es jedoch 1963 in kirchlichen Besitz verkaufte. Zwischen 1970 und 1978 wurden sämtliche Nebengebäude abgerissen. Ein Abbruch des Gutshauses konnte verhindert werden, nicht jedoch der weitere Verfall.
Zwischen 1989 und 1995 erfolgte eine abschnittsweise Instandsetzung der Fassade, 1999 eine umfassende Renovierung des Gebäudes; es wurden der Fensterstuck, die Balustraden und Gesimse rekonstruiert.
Der Mollnhof diente dann als repräsentatives Bürogebäude eines Bauunternehmens.
Im März 2016 wurde das Haus an eine Steuerberater-Gruppe verkauft.